# マウロ・マゾッティ
マウロ・マゾッティ（Mauro Mazzotti、1959年12月12日 - ）は、イタリアのエミリア＝ロマーニャ州フォルリ＝チェゼーナ県チェゼーナ出身の野球監督、元野球選手。現在は、イタリアンベースボールリーグのT&Aサンマリノのゼネラルマネージャー(GM)を務めている。

## 経歴
現役時代は、母国イタリアのセリエAでプレーしていた。
指導者としてのキャリアが早い。
1994年から、シアトル・マリナーズのスカウトを務めた。
2000年から2005年は、フォルティチュード・ボローニャで監督を務めた。
2006年3月に、この年から開催されたワールド・ベースボール・クラシック(WBC)のイタリア代表コーチを務めた。
同年に、マリナーズのスカウトを退任した。
2007年から、ヒューストン・アストロズのヨーロッパ部門のスカウトを務めた。
また9月に、第30回ヨーロッパ野球選手権大会のイタリア代表コーチを務めた。
2009年4月に、スペイン代表の監督を務める事が発表された。
2010年7月に、第31回ヨーロッパ野球選手権大会のスペイン代表監督を務めた。
2011年から、T&Aサンマリノのゼネラルマネージャー(GM)を務める事となった。
2012年9月に、第32回ヨーロッパ野球選手権大会でスペイン代表の監督を務めた。この大会では、3位の成績を収めた。
同月には、第3回WBC予選のスペイン代表監督を務めた。スペイン代表は、本戦進出を決めている。
2013年3月には、第3回WBC本戦のスペイン代表監督を務めた。ここでは、予選とは打って変わって1勝も出来ず1次リーグ敗退し予選降格となった。
この年から、ボルチモア・オリオールズのコーチを務めた。
2014年8月30日に、第6回イタリアンベースボールウィークと第33回ヨーロッパ野球選手権大会のスペイン代表が発表され、代表監督を務める事が発表された。
第33回ヨーロッパ野球選手権大会では、3位の成績を収めた。
大会終了後の12月15日に、スペイン代表監督を辞任する事が発表された。

## 詳細情報

### コーチ歴
イタリア代表
- 2006 ワールド・ベースボール・クラシック・イタリア代表
- 2007年ヨーロッパ野球選手権大会イタリア代表

### 監督歴
スペイン代表
- 2010年ヨーロッパ野球選手権大会スペイン代表
- 2012年ヨーロッパ野球選手権大会スペイン代表
- 2013 ワールド・ベースボール・クラシック・スペイン代表
- 2014 イタリアンベースボールウィーク スペイン代表
- 2014年ヨーロッパ野球選手権大会スペイン代表